# حزب الشعب الديمقراطي الليبيري
حزب الشعب الديمقراطي الليبيري هو حزب سياسي في ليبيريا. وشارك في انتخابات عام 1997 وقدم مرشحين في انتخابات 11 أكتوبر 2005 كجزء من التحالف من أجل تحول ليبيريا.

## التاريخ
في عام 1997، فاز مرشح الحزب الرئاسي جورج ت. واشنطن بنسبة 0.56٪ من الأصوات بينما فشل الحزب في الفوز بأي تمثيل في الهيئة التشريعية المكونة من مجلسين.
في عام 2005، فاز فارني شيرمان مرشح التحالف بنسبة 7.8 ٪ من الأصوات في الانتخابات الرئاسية. وفاز الائتلاف بثمانية مقاعد في مجلس الشيوخ وسبعة في مجلس النواب.
تم استبعاد الحزب من خوض الانتخابات الرئاسية والتشريعية لعام 2011.